# Aglaia apiocarpa
Aglaia apiocarpa là một loài thực vật thuộc họ Meliaceae. Loài này có ở Ấn Độ và Sri Lanka.